# Orionina bermudae
Orionina bermudae är en kräftdjursart som först beskrevs av Brady 1880.  Orionina bermudae ingår i släktet Orionina och familjen Hemicytheridae. Inga underarter finns listade i Catalogue of Life.